# Pensée divergente

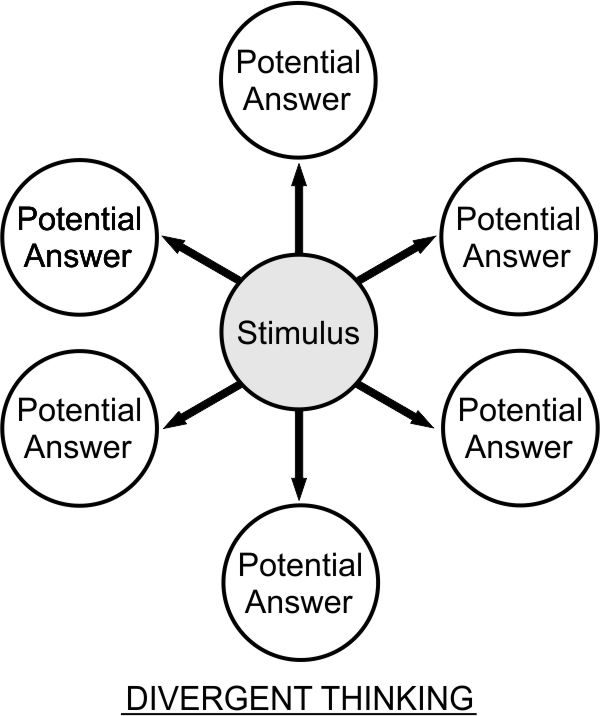
Schéma de la pensée divergente.

La pensée divergente est un processus ou une méthode de pensée utilisée pour produire des idées créatives en envisageant de nombreuses solutions possibles. Ce concept est souvent utilisé en conjonction avec la pensée convergente, qui suit un ensemble particulier d'étapes logiques pour parvenir à une solution qui, dans certains cas, est une solution « correcte ». La pensée divergente se produit en principe dans un cadre spontané et non dirigé, de façon que de nombreuses idées soient générées d'une façon aléatoire et non organisée. Plusieurs solutions possibles sont envisagées dans un court laps de temps, et des possibilités inattendues se dessinent. Lorsque le processus de pensée divergente est achevé, les idées et l'information sont organisées et structurées en utilisant la pensée convergente.
Des psychologues ont prouvé qu'un QI élevé ne garantit pas à lui seul la créativité. Les traits de personnalité qui favorisent la pensée divergente ont une place plus importante. La pensée divergente se présente chez les personnes qui présentent des aptitudes à l'anticonformisme, à la curiosité, à la prise de risques et à la persévérance. De plus, des chercheurs de l'université Vanderbilt ont découvert que les musiciens ont davantage tendance à utiliser leurs deux hémisphères et sont plus aptes à utiliser la pensée divergente dans leurs processus de pensée.
Les activités qui favorisent la pensée divergente comprennent la création de listes de questions, la planification d'instants de réflexion, les remue-méninges, les plans de solutions, la tenue d'un journal, les arts créatifs, les jeux de rôles sur table et l'écriture automatique : dans ce dernier cas, le rédacteur se concentrera sur un sujet particulier et écrira sans arrêt durant un court laps de temps, suivant le fil de sa pensée.